# Gauthier Dubois
Gauthier Pierre Georges Antoine Dubois OFMCap (ur. 14 czerwca 1906 w Tonnerre, zm. 29 maja 1989) – francuski duchowny rzymskokatolicki, kapucyn, misjonarz, wikariusz apostolski Konstantynopolu.

## Biografia
27 lipca 1930 otrzymał święcenia prezbiteriatu i został kapłanem Zakonu Braci Mniejszych Kapucynów.
15 listopada 1974 papież Paweł VI mianował go wikariuszem apostolskim Konstantynopolu oraz biskupem tytularnym atenijskim. Został on pierwszym wikariuszem apostolskim Konstantynopolu od 1922 (w międzyczasie wikariatem zarządzali administratorzy apostolscy) oraz pierwszym hierarchą od 1887 stającym na czele tego wikariatu, który nie łączył tej funkcji z urzędem przedstawiciela papieskiego w Turcji.
2 marca 1975 przyjął sakrę biskupią z rąk biskupa Blois Josepha-Marii-Georgesa-Michela Goupy. Współkonsekratorami byli biskup Corbeil Albert-Georges-Yves Malbois oraz biskup pomocniczy archidiecezji Cambrai Jean-François Étienne Marie Joseph Ghislaine Gérard Motte OFM.
W latach 1979–1989 pełnił funkcję pierwszego w historii przewodniczącego Konferencji Episkopatu Turcji.
Mimo osiągnięcia w 1981 wieku emerytalnego, pozostał na stanowisku aż do śmierci 29 maja 1989.